# Ecolo
Ecolo (akronim od fr. Écologistes Confédérés pour l'organisation de luttes originales) – belgijska francuskojęzyczna partia polityczna działająca w Walonii, w Brukseli i we wspólnocie niemieckojęzycznej.

## Historia
Od powstania ugrupowaniem kierują kolegialne co najmniej dwie osoby jako współprzewodniczący. W po stronie flamandzkiej jej odpowiednikiem jest formacja Groen. Ecolo należy do Europejskiej Partii Zielonych.
Partia została założona w marcu 1980. W wyborach w 1981 zdobyła dwa mandaty w Izbie Reprezentantów i trzy w Senacie. Najwyższe poparcie w wyborach krajowych uzyskała w 1999. Weszła wówczas w skład pierwszego rządu Guya Verhofstadta, jej liderka Isabelle Durant została wicepremierem oraz ministrem transportu. Ecolo opuściło rząd tuż przed wyborami w 2003, od tego czasu ponownie przez kilkanaście lat partia pozostawała w opozycji na szczeblu federalnym. W 2020 przystąpiła natomiast do wielopartyjnej koalicji, współtworząc belgijski rząd, na czele którego stanął Alexander De Croo; wchodziła w jej skład do 2025.

## Wyniki wyborcze
Wybory do Izby Reprezentantów:
- 1981: 2,2% głosów, 2 mandaty
- 1985: 2,5% głosów, 5 mandatów
- 1987: 2,6% głosów, 3 mandaty
- 1991: 5,1% głosów, 10 mandatów
- 1995: 4,0% głosów, 6 mandatów
- 1999: 7,4% głosów, 11 mandatów
- 2003: 3,1% głosów, 4 mandaty
- 2007: 5,1% głosów, 8 mandatów
- 2010: 4,8% głosów, 8 mandatów[5]
- 2014: 3,3% głosów, 6 mandatów
- 2019: 6,1% głosów, 13 mandatów
- 2024: 2,9% głosów, 3 mandaty[6]